# Stazione di Ricadi-Capo Vaticano
La stazione di Ricadi-Capo Vaticano è una stazione ferroviaria posta sulla tratta storica costiera della ferrovia Tirrenica Meridionale, serve l'omonima città.

## Storia
La stazione fu aperta il 1º gennaio 1893 all'attivazione della tratta Nicotera–Ricadi della ferrovia Tirrenica Meridionale. Il 6 giugno dell'anno successivo venne aperta la tratta Ricadi–Pizzo della medesima linea.
Dal 1972, con l'apertura della variante diretta Eccellente–Rosarno, l'importanza della stazione di Ricadi è diminuita in quanto la linea storica costiera è utilizzata quasi esclusivamente dal traffico regionale.
Fino al 28 giugno 2019 era denominata semplicemente «Ricadi», mentre a partire da tale data assunse la denominazione attuale.

## Strutture e impianti
Attualmente (2023) presenta 2 binari attivi per la circolazione, con servizio prevalentemente passeggeri, un terzo scollegato e un tronchino per il magazzino merci in disuso. Fermano in stazione tutti i treni regionali tra Lamezia Terme e Rosarno con l'aggiunta di una coppia di InterCity Notte Torino-Reggio Calabria e di 2 coppie estive di InterCity Roma-Reggio Calabria.